# Vladimir Nikanorov
Vladimir Nikolaevič Nikanorov (in russo Владимир Николаевич Никаноров?; Mosca, 14 luglio 1917 – Mosca, 20 maggio 1980) è stato un calciatore e hockeista su ghiaccio sovietico.

## Palmarès

### Giocatore

#### Club
- Vysšaja Liga: 5

CDKA Mosca: 1946, 1947, 1948, 1950, 1951
- Kubok SSSR: 3

CDKA Mosca: 1945, 1948, 1951

### Hockey su ghiaccio

#### Club
Campionato sovietico: 3
CSKA Mosca: 1948, 1949, 1950